# Tennis under sommer-OL 2016 (damedouble)
Damedouble i tennis under sommer-OL 2016 i Rio de Janeiro fandt sted i perioden 6.–14. august 2016 på Olympic Tennis Centre i Barra Olympic Park i Barra da Tijuca.